# Axis Communications
Axis Communications AB är en svensk tillverkare av nätverksbaserade lösningar inom områdena fysisk säkerhet och videoövervakning. Företaget är verksamt inom en rad marknadssegment, bland annat transport, infrastruktur, handel, bankväsende, utbildning, stat och kommun samt industri .
Axis Communications startade ursprungligen som ett IT-företag som sålde utskriftsservrar . Företaget utnyttjade därefter sina kunskaper inom nätverk och inbyggda datorsystem för att utveckla nätverkskameror för säkerhetssektorn . De flesta av företagets produkter innehåller en inbyggd dator med flash-minne och kör en anpassad version av operativsystemet Linux . Ett av de viktigaste teknikgenombrotten var utvecklingen av JFFS (Journaling Flash File System), vilket förlängde livslängden på utrustningens flash-minne . 
Axis Communications utvecklade tidigt en indirekt säljmodell som är en av företagets hörnstenar . All försäljning sker genom partners som idag ingår i ett globalt nätverk .
19 januari 2011 blev Axis utsett till 2010 års börsbolag av Veckans Affärer.
Sedan februari 2015 är japanska Canon majoritetsägare i Axis Communications. Företaget drivs dock självständigt . Det avnoterades ifrån Nasdaq Stockholm i november 2018.

## Historik

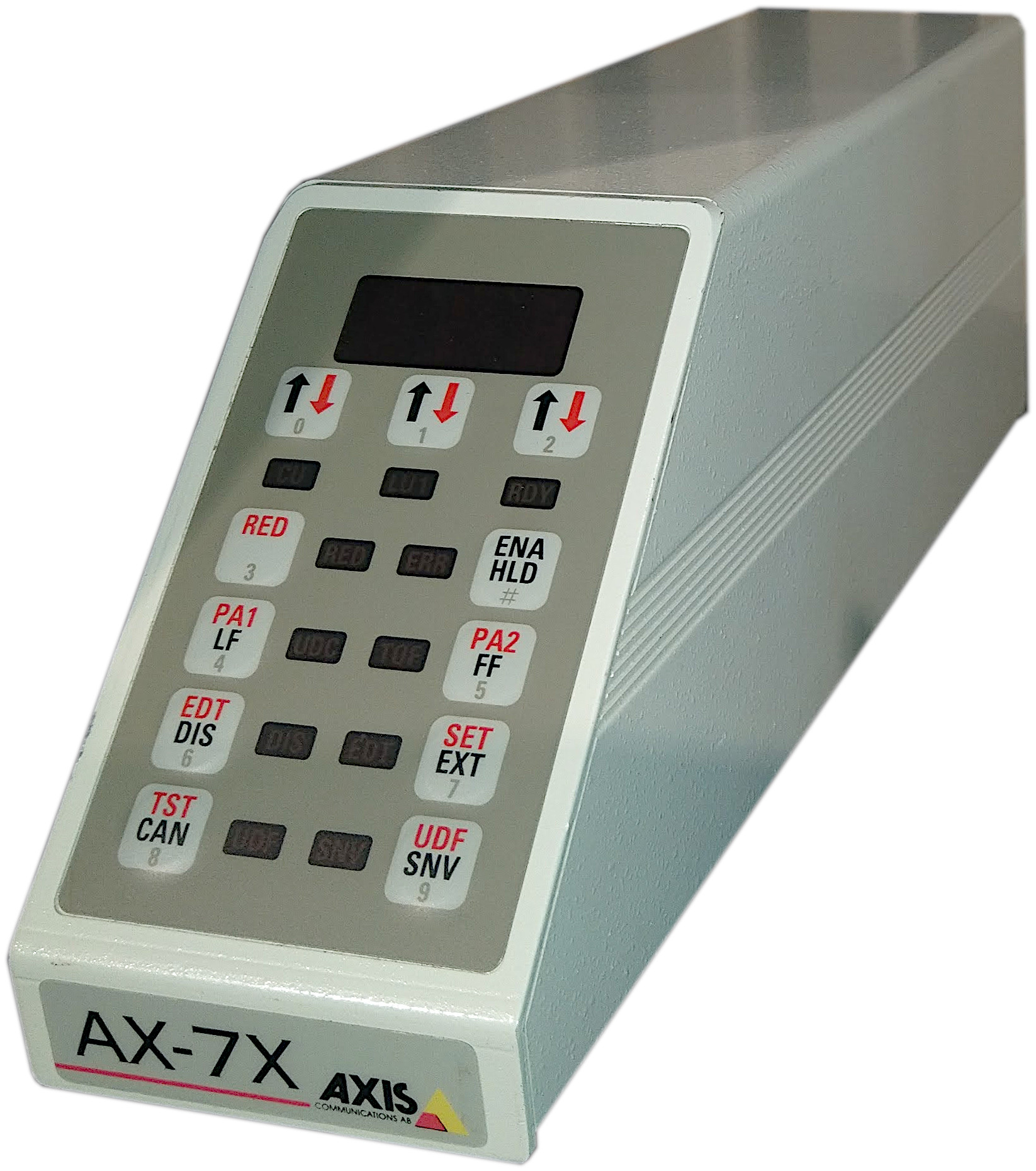
Axis AX-7X printer server från 1985 för IBMs stordatorer var en av Axis första produkter.

Axis Communications grundades 1984 av Martin Gren, Mikael Karlsson och Keith Bloodworth i Lund. Martin och Mikael hade tidigare 1982 drivit ett konsultföretag med namnet Gren & Karlsson Firmware Aktiebolag som utförde arbete åt Dataindustrier AB. Företaget utvecklade och marknadsförde till en början protokollkonverterare och skrivargränssnitt för användning av persondatorskrivare i miljöer med IBM:s stordatorer och minidatorer såsom IBM System/360.. År 1986 utvecklade man sitt första egna chip, TGA1, som kom att följas av fler egna kiseldesigner.
I slutet av 1980-talet öppnade Axis Communications sitt första säljkontor i USA i Boston, Massachusetts. Under 1990-talets inledande år började företaget att skifta fokus från IBM-stordatorer mot nätverk och TCP/IP-protokoll.

### Expansion

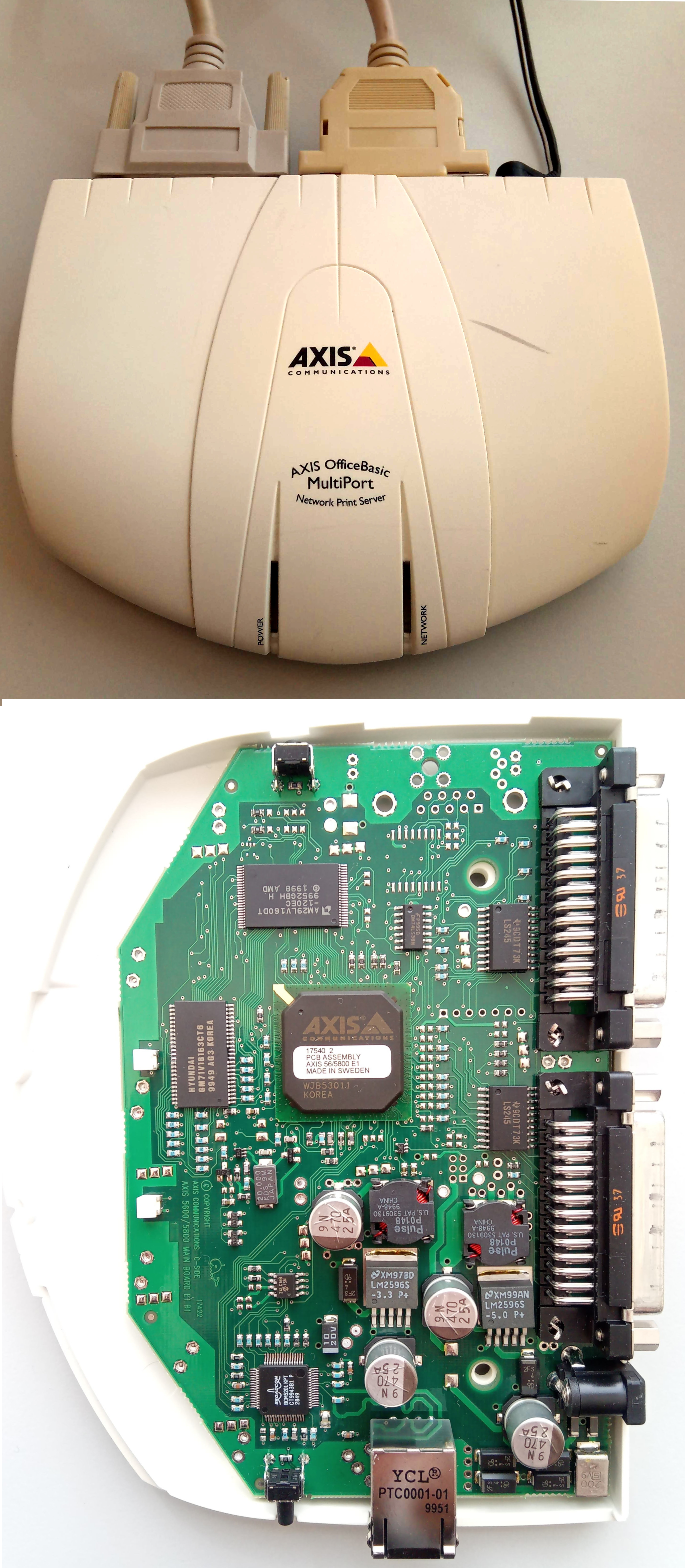
Axis 5600/5800 Print Server, den typ av produkt som banade väg för en kraftig expansion under 1990-2000-talen. I mitten syns ETRAX-chippet.

År 1991 lanserade Axis Communications en utskriftsserver för flera protokoll med stöd för både TCP/IP och NetWare-stacken IPX/SPX.
1993 utvecklade man den första varianten av ett eget chip med helt egen instruktionsuppsättning för de olika nätverksprodukterna: Axis ETRAX-1 CRIS. Namnet ska utläsas Ethernet Token Ring Axis Code Reduced Instruction Set, vilket indikerade att det var fråga om en CPU av RISC-typ som kunde hantera de två huvudsakliga nätverksgränssnitt som användes vid den tiden.
Företaget lanserade 1995  AXIS 850, en filserveroberoende cd-rom-server för Ethernet-nätverk med stöd både för TCP/IP (NFS) och Windows (SMB). Samma år öppnade man även säljkontor i Hongkong, Singapore och Tokyo.

### Fokus på nätverkskameror
Arbetet med nätverkskameror började med att Carl-Axel Alm gjorde en prototyp till ett videokonferenssystem som examensarbete på Axis samtidigt som de genom kontakter med en Japansk kund fått förslaget att göra nätverksanslutna kameror. När videokonferenssystemet visade sig vara en marknadmässig återvändsgränd styrdes utvecklingen över till nätverkskameror. De första kunderna var oljeplattformar och banker.

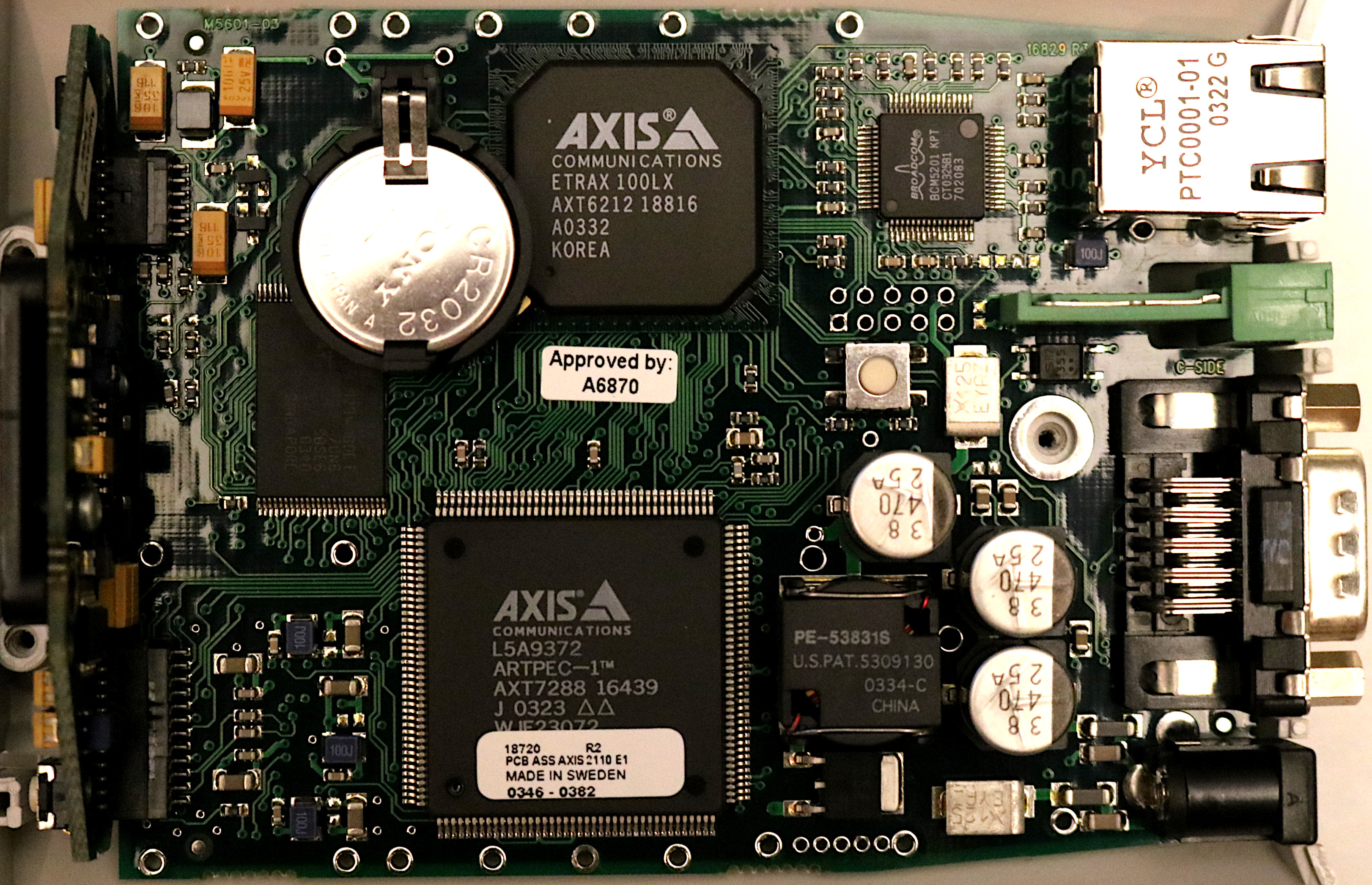
Axis 2100 kretskort med såväl ETRAX 100LX-chippet och ARTPEC-1-chippet väl synliga. Dessa chip kör var sitt Linux-system.

Axis Communications lanserade 1996, AXIS 200: branschens första nätverkskamera. Den åtföljdes 1999 av AXIS 2100, företagets första volymprodukt med ett inbyggt Linux-system.
För AXIS 2100 utvecklade Axis det egna ARTPEC-1-chippet (ARTPEC utläses Axis Real-Time Picture Encoder Chip) mellan 1996 och 1999, ett system-on-a-chip som kunde hantera kodning av videoströmmar i realtid, och som sedan vidareutvecklats för kameraprodukterna ända fram till idag. Man beslutade även att köra Linux (uCLinux) på dessa system och anger själva att man var "den första massproducerade produkten i världen som använde inbyggd Linux".
Under 2004 lanserades AXIS 206, branschens då minsta nätverkskamera.

### Grundande av organisation för branschstandarder
2008 tillkännagav Axis Communications tillsammans med Bosch och Sony att företagen gemensamt avsåg att standardisera gränssnittet för nätverksvideoprodukter. I samarbetet ingick även att bilda en ny organisation för branschstandarder med namnet ONVIF (Open Network Video Interface Forum). Axis Communications lanserade 2009 sin första produkt med ONVIF-stöd: AXIS P3301. Det finns i dagsläget omkring 10 000 produkter på marknaden som är kompatibla med ONVIF.

### Nutid
Axis Communications har (2015) kontor i över 50 länder, och drygt 3 200 anställda. Enligt en rapport 2013 av marknadsanalysinstitutet IHS Research är företaget global marknadsledare på marknaden för nätverkskameror och videokodare . Exempel på installationer är Frihetsgudinnan, Stockholms Lokaltrafik (SL), Moskvas tunnelbana och Madrids bussar. 
I en hållbarhetsrapport som publicerades 2014 meddelades att Axis Communications hade minskat sina koldioxidutsläpp med 13 procent och att 65 procent av företagets nätverkskameror och videokodare är PVC-fria.
Den 10 februari 2015 meddelade det multinationella japanska företaget Canon Inc., som är specialiserat på bildhantering, att man lagt ett kontantbud på 23,6 miljarder kronor (USD 2,83 miljarder) för att förvärva Axis Communications. Canon är idag majoritetsägare, men Axis Communications drivs självständigt. Canons portfölj av nätverksbaserade videolösningar marknadsförs dock av Axis Communications i EMEA-regionen sedan 1 september 2016 och i Nordamerika sedan 1 oktober 2016. I november 2018 avnoterades Axis Communications från Nasdaq Stockholm. 
Den 18 juli 2017, publicerade forskare inom cybersäkerhet en sårbarhet i kodbiblioteket gSOAP. Alla ONVIF-kompatibla säkerhetsprodukter påverkades, inklusive dem från Axis Communications. 
I maj 2018 öppnade Axis ett nytt FoU-kontor för programvaruutveckling i Linköping. 

### Axis-härvan
I samband med Canons förvärv av Axis skedde mellan december år 2014 och februari 2015 en rad olagliga insideraffärer i bolagets aktier, parallellt med insideraffärer i företaget Transmode AB som använde Axis ETRAX-processor. Detta kallades av ekobrottsmyndigheten för Axis-härvan, och ledde till att 15 personer utanför Axis åtalades (av ekobrottsmyndigheten) för insiderbrott i tre separata mål:
- I maj 2016 åtalades åtta personer efter att information om uppköpen spridits från en person på investmentbanken Lazards kontor i Stockholm.[40][41] För åtta åtalade ledde detta i slutänden till fällande domar för fyra av dem i tingsrätten medan fyra frikändes.[42] Domen för de fyra som fälldes i tingsrätten fastställdes i juni 2018 efter att ärendet överklagats till hovrätten. Det hårdaste straffet fick en 60-årig kusin till Lazardmannen, som dömdes till ett års fängelse. De övriga fick villkorlig dom, men all vinst från affärerna förverkades.[43]
- I juli 2016 åtalades ytterligare två personer.[44]
- I oktober 2017 åtalades ytterligare fem personer i Lund som var nära anhöriga till en chef på företaget för grovt insiderbrott i härvan.[45] Dessa friades i tingsrätten då rätten ansåg att det saknades teknisk bevisning i fallet.[46]

### Förvärv
Den 1 februari 2016 förvärvade Axis Communications Citilog, en ledande leverantör av videoanalys för trafik- och transportsäkerhet samt för säkerhetsapplikationer. Den 30 maj 2016 förvärvade Axis Communications 2N, en tjeckisk leverantör av IP intercom-lösningar. Den 3 juni 2016 förvärvade Axis Communications Cognimatics, en svensk leverantör av videoanalysteknik för butikstillämpningar, exempelvis kundräkning, köanalyser och uppskattning av personalbeläggning.

## Teknik

### Nätverkskameror
Axis Communications utvecklar och marknadsför nätverkskameror för många olika områden . Produkterna inkluderar PTZ-kameror (pan-tilt-zoom), vandalskyddade kameror, värmekameror, utomhuskameror, HDTV, trådlösa kameror, rörelsedetekteringskameror och progressive scan-kameror. I januari 2010 lanserade företaget branschens första nätverksanslutna värmekamera, AXIS Q1910 , och i december 2008 lanserades branschens första HDTV-nätverkskamera: AXIS Q1755 .

### P-Iris
P-Iris (Precise Iris Control) är en typ av objektiv för nätverkskameror som i kombination med en speciell programvara inbyggd i kameran reglerar objektivets bländaröppning med hjälp av en stegmotor, vilket ger bättre kontrast, skärpa, upplösning och skärpedjup . P-Iris ger en jämn, hög bildkvalitet genom att en optimal bländaröppning kontinuerligt ställs in . Med en optimal bländaröppning (f-tal) ger objektivet maximal bildkvalitet med minsta möjliga optiska avvikelser . P-Iris har utvecklats av Axis Communications i samarbete med den japanske objektivkonstruktören Kowa .
Om bländaröppningen är för liten i starkt ljus uppstår diffraktion i bilden . P-Iris används för högupplösnings- och HDTV-nätverkskameror för att motverka en del av de adderade defekter som genereras till följd av de mycket små pixlarna i kamerans sensor . Högupplösnings- och HDTV‑nätverkskameror använder en sensor med 1 miljon pixlar eller mer, vilket är betydligt mer än vad nätverkskameror med standardupplösning har . En mindre pixel har mindre yta, och kan därför inte absorbera lika mycket ljus som en större pixel . Detta gör det nödvändigt att exakt kunna justera den ljusmängd som faller på sensorn i en högupplösnings- eller HDTV-nätverkskamera . Den första kameran med P-Iris-teknik var Axis Communications nätverkskamera AXIS P1346  .

### Korridorformat
Korridorformat är ett videoövervakningsformat för HDTV-nätverkskameror som fullt ut kan utnyttja 16:9-bildförhållandet vid övervakning av smala utrymmen, exempelvis trappor, entréer, gångar eller tunnlar . Vid användning av det normala – liggande – videoformatet vid övervakning av smala utrymmen utnyttjas inte HDTV-nätverkskamerans fulla upplösning eftersom stora delar av bilden är överflödiga . Med tekniken för korridorformat ändras 16:9-förhållandet till 9:16, samtidigt som HDTV-standarder såsom full bildfrekvens och upplösning bibehålls . Vid montering av kameran vänds den antingen 90 grader, eller så roteras det treaxliga objektivet 90 grader . Därefter roteras videobilden 90 grader åt motsatt håll av kamerans inbyggda programvara . Korridorformatet kan utnyttjas av programvaruutvecklare via ett öppet API .

### Lightfinder
Lightfinder är en teknik som gör att nätverkskameror kan registrera detaljrika bilder i färg i dåligt ljus och under mycket mörka förhållanden jämfört med konventionell dag-/natteknik för enbart svartvita bilder . Lightfinder består av en högpresterande, ljuskänslig CMOS-bildsensor, ett optimerat objektiv och en anpassad ASIC-krets som kör en programvara särskilt utvecklad för bildbehandling . Den goda bildkvaliteten som fås i nästan totalt mörker möjliggörs av algoritmer som är speciellt anpassade till objektivets och bildsensorns egenskaper . Lightfinder-tekniken gör det möjligt att identifiera människor eller fordon i krävande videoövervakningsmiljöer såsom byggarbetsplatser eller parkeringsplatser . Oftast behöver inte längre infraröd-teknik utnyttjas . Den första kameran med Lightfinder-teknik var Axis Communications nätverkskamera AXIS Q1602 .

### Zipstream
Zipstream är kompatibel med befintlig H.264 programvara för nätverksinfrastruktur och videohantering, men är effektivare och minskar nätverkskamerans bandbredd och lagringsbehov. Zipstream analyserar och optimerar videoströmmen i realtid. Det minskar antalet bit per sekund för videoströmmen genom att använda begreppen Region of Interest (ROI) och Group of Pictures (GOP). Kriminaltekniska detaljer som ansikten och registreringsskyltar isoleras och bevaras, medan bildkvaliteten för irrelevanta områden som väggar och vegetation görs suddiga för att minska bandbredden och lagringsutrymmet. Zipstream har vidareutvecklats för att automatiskt anpassa sig till PTZ-kamerarörelser samt för att stödja begreppet Frames per Second, vilket optimerar den strömmande videons bithastighet i realtid.

### Videokodare
Axis Communications utvecklar och marknadsför videokodare som gör det möjligt att konvertera video från analoga system till digitalt format för IP-nätverk . Dessa är baserade på videokomprimerings‑formatet H.264 som kräver mindre bandbredd och lagringsutrymme med bibehållen bildkvalitet . Företaget marknadsför 1-ports, 4-portars, 6-portars och 16-portars videokodare samt racklösningar för stora installationer .

### Programvara för videohantering
Axis Communications marknadsför en programvara för videohantering under namnet AXIS Camera Station . Programvaran har funktioner för fjärrbaserad videoövervakning, inspelning och händelsehantering . Via ett API (Application Programming Interface) kan programvaran integreras med andra system, exempelvis för detaljhandel och passagekontroll .

### Programvara för videoanalys
Via ett öppet API, Axis Camera Application Platform, kan tredjeparter utveckla applikationer som kan laddas ned och installeras i Axis produkter . Detta gör det möjligt för programutvecklare att erbjuda videoanalysapplikationer för Axis nätverkskameror med funktioner för exempelvis identifiering, räkning, detektering och spårning .

### Fysisk passagekontroll
Axis Communications började i slutet av 2013 att erbjuda lösningar för fysisk passagekontroll . Företagets första produkt var AXIS A1001 för nätverksbaserad dörrkontroll . Den hade ett öppet gränssnitt för integration med andra IP-baserade säkerhetssystemkomponenter och tredjepartsprogramvaror . Den nätverksbaserade dörrkontrollen AXIS A1001 var marknadens första ONVIF-kompatibla lösning för fysisk passagekontroll .